# Nicaraguaanse voetbalbond
De Nicaraguan Football Federation of Nicaraguaanse voetbalbond (FNF) is de voetbalbond van Nicaragua. De voetbalbond werd opgericht in 1931 en is sinds 1961 lid van de CONCACAF. In 1950 werd de bond lid van de FIFA.
De voetbalbond is verantwoordelijk voor het Nicaraguaans voetbalelftal.

## President
De huidige president (december 2018) is José Jacinto Reyes Gática.